# 아메리카원앙
아메리카원앙(학명: Aix sponsa)은 오리과의 철새다. 북아메리카 지역에 서식하고 있다. 원앙과는 같은 속인 원앙속에 속하며, 북아메리카 지역에서 가장 다채로운 색깔을 가진 물새 중 하나로 꼽힌다.

## 생김새

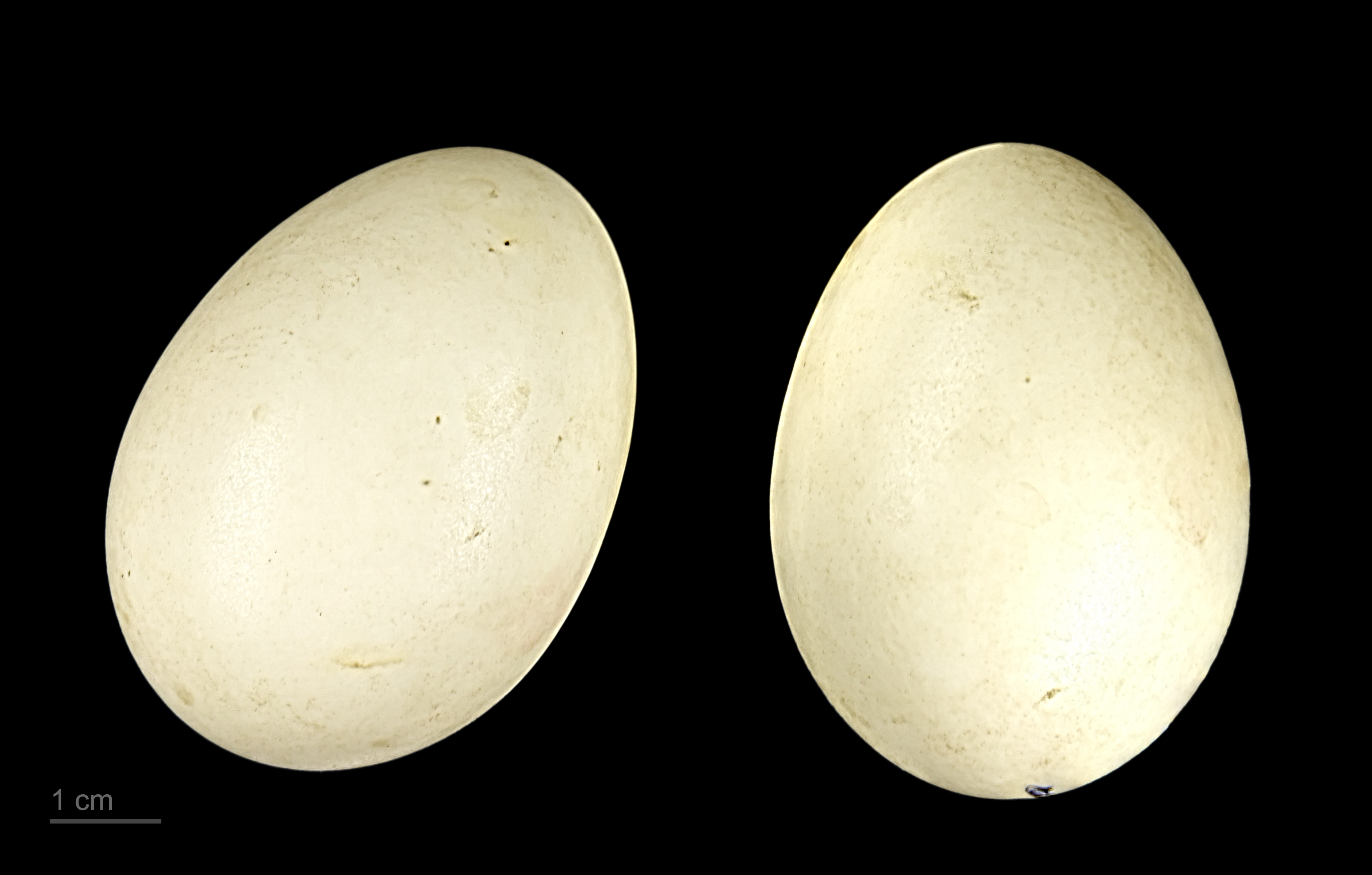
Aix sponsa

오리과에 속한 물새 가운데서도 중형에 속하며, 다 자란 개체는 몸길이가 47-54cm, 날개를 펼쳤을 때 폭은 66-73cm 정도 된다. 이것은 청둥오리의 약 3⁄4에 해당하는 길이이다. 수컷의 경우 형형색색의 깃털을 가지고 있어 머리가 녹색빛을 띤 검은색, 배와 엉덩이 쪽은 갈색에 흰 잔점이 나 있고, 옆구리는 황토색이며, 붉은 눈을 갖고 있고 얼굴에는 흰 줄무늬가 나 있다. 그에 비해 암컷은  전체적으로 수수한 갈색을 띠며 날개죽지 중간에 청동색 깃털이 조금 있고, 눈은 검은색이며 눈가에 뒷덜미로 삐치는 흰 줄무늬를 가지고 있다.
울음소리의 경우 수컷은 목청 높여 째지는 "끼이이이"하는 소리로 울며 암컷은 조금 탁한 목소리로 "끽끽끽" 소리를 낸다. 위험이 닥쳤을 때는 잘게 끊는 소리를 낸다.

## 습성
북아메리카의 늪지·강변·못·개울·소택지 등 물가에 둥지를 틀고 살며, 열매·견과류·씨앗 등 식물성 먹이를 주로 먹으나 곤충도 즐겨 먹는 잡식성이다.

## 보존
19세기에 남획으로 인하여 개체 수가 크게 줄었던 적이 있으나, 정부의 노력으로 개체 수가 대폭 증가하여 지금은 미국·캐나다·서부 멕시코 등지에서 흔히 찾아볼 수 있다.

## 문화
2013년 캐나다 왕립 조폐국은 늪지 보호 단체인 덕스 언리미티드의 75주년 기념 및 후원을 목적으로 아메리카원앙이 새겨진 2가지 기념 주화를 발행했다.